# آناپورنا ۲
آناپورنا ۲ (انگلیسی: Annapurna II) بخشی از رشته کوهستانی آناپورنا است که در شرق این توده‌کوه قرار دارد. قله آناپورنا ۲ بر پایه ارتفاع، منفرد بودن و ارتفاع نسبی (۲٬۴۳۷ متر) اختلاف چندانی با قله اصلی آناپورنا ندارد. آناپورنا ۲ با وجود شباهت نام آن به قله اصلی آناپورنا، قله‌ای کاملاً مستقل به‌شمار می‌رود و شانزدهمین قله بلند دنیا به‌شمار می‌رود.